# Nazaré (Bahia)
Pour les articles homonymes, voir Nazaré.
Nazaré est une municipalité brésilienne de l'État de Bahia et la microrégion de Santo Antônio de Jesus.